# Doris Salcedo
Doris Salcedo   (Bogotà, 1958) és una artista visual i escultora colombiana. Formada a la Universidad Jorge Tadeo Lozano de Bogotà i a la Universitat de Nova York, va estar posteriorment becada per la Fundació Guggenheim i Penny McCal. La seva obra ha estat exposada als museus més prestigiosos del món, entre d'altres, al Museu d'Art Modern de Nova York, a la Tate Modern de Londres, al Centre Pompidou de París, al Museu Reina Sofia de Madrid o al MACBA de Barcelona. L'any 2010 va guanyar el Premi Velázquez d'Arts Plàstiques.
La seva obra està influïda per les seves experiències vitals a Colòmbia, i generalment es compon d'elements comuns com ara mobles de fusta, roba, formigó, gespa o pètals de rosa. Les seves creacions donen forma a temes com el dolor, el trauma o pèrdua, que provenen de la seva pròpia història personal. Diversos membres de la seva família es troben entre els molts desapareguts per causes polítiques en el seu país d'origen i gran part del seu treball tracta del fet que, malgrat hom pot passar un dol per la mort d'un ésser estimat, la seva desaparició deixa un gran forat.